# سد بني هارون
سد بني هارون (بالإنجليزية: Beni Haroun dam)‏، هو سد ثقلي خرساني يقع بولاية ميلة بشرق الجزائر ويقع خزانه في العديد من بلدياتها. ويعدّ أكبر سد مائيّ شيد في الجزائر بسعة تخزينيّة تقدر ب «960 مليون متر مكعب من الماء»، وهو أكبر مشروعٍ هيدروليكيّ في الجزائر تمّ إنشاؤه في عام 2001م، وبدأ حجز المياه فيه عام 2003م، وأُنشئ بشكل أساسيّ للتغلّب على الجفاف الشديد في شمال شرق الجزائر، والمساهمة في تنمية القطاعات الاقتصاديّة والزراعيّة من خلال توفير المياه اللازمة لها.

## التموين
يمون 6 ولايات بالماء الصالح للشرب بما يعادل أكثر من 5 ملايين نسمة.

## طاقة التخزين
وان طاقة تخزين السد للمياه تقدر بحوالي مليار متر مكعب (960 مليون متر مكعب) ويضمن تزويدا بالمياه يقدر ب425 مليون متر مكعب في السنة. السد انجز من الاسمنت المتماسك الملفوف أي بحجم يقدر بحوالي 5 ر1 مليون متر مكعب من الاسمنت وأن هذا السد يبقى أهم الانجازات التي أنجزتها الجزائر منذ استقلالها في سنة 1962 حيث استغرق انجازه 30 سنة وانجزته الشركة الأسبانية (دراغادوس).
ويمثل هذا السد الحلقة الأساسية لمشروع التحويل الكبير الذي يعد نقطة وصل لايصال 310 ملايين متر مكعب سنويا أي 150 لترا لكل مواطن يوميا على أدنى تقدير للمناطق المجاورة لولاية ميلــة أي ست ولايات هي ميلة، خنشلة، باتنة، أم البواقي، قسنطينة وجيجل (منطقة الميلية).
وأوضح عبد المالك سلال أن السد استهلك مبلغا يقارب أربعة مليارات دولار أمريكي ويستفيد من مياهه أكثر من خمسة ملايين مواطن.
وستزود هذه المناطق بمياه السد عن طريق الضخ بحيث ستنجز هذا الغرض محطة بطاقة 180 ميغا وات كما ستخصص مياه السد لتلبية احتياجات الري (194 مليون متر مكعب في السنة) في المناطق الزراعية التي تقدر مساحتها بحوالي 30 ألف هكتار.
ومن المنتظر أن يرفع سد «بني هارون» طاقة التخزين من المياه السطحية في الجزائر من خمسة مليارات متر مكعب إلى ستة مليارات متر مكعب.
من جهة أخرى أعطت السلطات الجزائرية أولوية للطابع الجمالي للمنطقة التي شيد فيها سد «بني هارون» حيث تجاوره عدة منحدرات ووديان صغيرة محاطة بغابات كثيفة ويتحول في فصل الصيف إلى قبلة للعرسان الذين يلتقطون فيه الصور التذكارية. وقال سلال ان السد سيتحول في المستقبل إلى منطقة سياحية الأولى من نوعها في الجزائر تعيش من مياه طبيعية وعلى ما يسر الناظر بمياه وخضرة وهواء نقي.

## الأثر البيئي لسد بني هارون
يستقبل سد بني هارون في ميلة المزيد من الطيور المهاجرة.  من بين الأنواع التي يستقبلها، الشرشير الصيفي، الشرشير المخطط، الطيطوي الأخضر، الفارس النباح، الرمل، المراوغ، الزقزاق الحلقي، والسقط الأوراسي.

## معرض صور

الجهة الغربية للسد.
عملية الصيد بالسد.
نظرة على سد بني هارون.